# Ars antiqua
Nella storia della musica, l'ars antiqua o ars vetus (latino per arte antica, arte vecchia) è quel periodo convenzionale della musica medievale anteriore alla riforma musicale detta ars nova iniziata nel XIV secolo da Philippe de Vitry e da Marchetto da Padova.

## Storia
Nel 1150 nasce la prima grande scuola pitagorica europea ovvero la scuola di Notre-Dame, o ars antiqua, che sarebbe nata a Parigi intorno alla Cattedrale di Notre-Dame. Questa scuola darà luogo anche a una prima grande esperienza contrappuntistica che verrà chiamata ars antiqua per distinguerla dall'Ars nova, che sarà un altro grande movimento polifonico che nascerà nel Trecento e che si contrapporrà all'ars antiqua.
La scuola di Notre-Dame si sviluppò tra il 1150 e il 1320. All'interno di questo periodo è possibile distinguere due grandi fasi:
- 1º fase: 1150-1260;
- 2º fase: 1260-1320;

### Prima fase
Compaiono i primi nomi di musicisti. I primi due musicisti menzionati nella storia della musica europea sono: Magister Leoninus e Magister Perotinus (quest'ultimo chiamato anche optimus discantor, perché componeva soprattutto clausolae in stile di discanto che piacevano molto). Il primo scrisse il Magnus Liber organi, che contiene un ciclo di graduali, responsori e alleluja a due voci per l'intero anno liturgico. Il secondo aggiunse una terza voce alle opere di Leonino. Questi compositori compongono negli stili dell'organum e del discanto.
Esemplificando, un canto gregoriano può essere paragonato a una retta divisibile in sezioni (o sequenze). Vi era, infatti, una prima parte del canto gregoriano, cantata in cantus planus dal coro dei fedeli, a cui faceva seguito una seconda sequenza, in polifonia, che non poteva essere cantata dai fedeli perché presupponeva un maggior professionismo. Poi c'era una terza sezione che era ancora in cantus planus, quindi cantata dal coro dei fedeli. Infine poteva esserci un'ultima sezione, data in polifonia. Le sezioni interne venivano messe in polifonia in stile di organum melismatico. La parte finale di un canto gregoriano si chiamava clausula (= chiusura) e aveva circa 20 note. 
Se si fosse data la clausula, l'allungamento delle venti note avrebbe determinato una sezione enormemente grande, più grande di tutto ciò che veniva prima. Quindi, nella clausola, si introdusse lo stile di disegno nello stile di discanto: le note del tenor procedevano molto più rapidamente che nello stile di organuum, cioè non venivano allungate, ma procedevano con una certa rapidità.
Il risultato fu che la clausula piaceva perché in essa si percepiva il gioco contrappuntistico, cioè la presenza di due voci che camminavano abbastanza velocemente, anche se il tenor camminava più lentamente rispetto alla voce superiore, ma pur sempre con una certa rapidità.
La clausola diventa l'oggetto dell'interesse tanto del compositore quanto del fedele che ama ascoltare queste sezioni più movimentate. Accade quello che era avvenuto con i tropi di complemento cioè la clausula si stacca dal canto gregoriano e diventa un canto autonomo, fermo restando che le note del tenor sono quelle della parte finale di un canto gregoriano.
A questo punto si pose un problema, cioè finché si era alla fine di un canto la parola domino aveva un significato perché era la conclusione di un testo di un canto gregoriano. Nel momento in cui domino è il testo del tenor su cui si costruisce un canto staccato, questo canto non ha più un senso. Si risolve il problema dando un testo alla seconda voce detta Mottetus, nome che venne a designare la forma del mottetto che deriva dalla clausola, proprio perché è una clausola polifonica, che si è staccata dal canto originale ed è diventato un canto autonomo. Per dare un senso a questo canto si è dato un testo alla seconda voce. In un primo momento il testo del mottetus era collegato alla parola del tenor, quindi il testo del mottetus parlava di dominus cioè di Dio. Dunque, partendo da un testo coerente, si aggiunse in seguito una terza voce che ha il suo testo. Si costruiscono, così, mottetti in cui c'è il tenor che ha, come testo, la parola domino, la seconda voce detta mottetus o duplum che aveva il suo testo e la terza voce detta triplum che aveva un suo testo.
Il titolo di un mottetto è molto strano perché ha l'inizio della terza voce, l'inizio della seconda voce e il testo del tenor. Ad esempio: Dominus eternus (inizio della terza voce) Domino… (inizio della 2ª voce), Domino (testo del tenor), cioè si trovano tre parole o più che segnano gli inizi delle tre voci di un mottetto.
Finché il mottetto restò in ambito sacro non ci furono problemi: si dava alle voci superiori un testo che faceva riferimento alla parola conclusiva della clausola. Il problema nacque quando il mottetto diventa una forma profana. A questo punto accade che i testi che vengono aggiunti sul tenor gregoriano originale sono testi in lingua francese e in lingua volgare di contenuto profano. Accade che si hanno mottetti profani sull'antica clausola gregoriana. Il mottetto diventa, dunque, una forma politestuale e plurilinguistica. Ebbe un vantaggio: favorì l'idea della presa autonomia di ciascuna voce, cioè ogni voce era concepita con totale autonomia rispetto alle altre.

### Seconda fase
Nella seconda fase le clausole si staccano dal canto originale e diventano mottetti. Ci furono, però, delle novità anche dal punto di vista ritmico. Nel 1260 venne scritto un trattato che si intitolava ars cantus mensurabilis (arte del canto misurato) scritto da Francone da Colonia, che segnò il passaggio alla nostra concezione della misura del tempo. Fino a quando il canto aveva due voci, il tenor era una nota tenuta, quindi si sentiva una prima voce che procedeva per valori lunghi e una seconda voce che vi cantava sopra un melisma.
Quando venne aggiunta una terza voce, bisognava trovare un ritmo comune. La soluzione fu costituita dai modi ritmici, 6 schemi ritmici, tutti a suddivisione ternaria, corrispondenti a quelli che noi chiamiamo tempo composto. La suddivisione ternaria sottintendeva il numero perfetto 3, in quanto numero della Trinità.
Francone da Colonia introdusse un nuovo sistema. Immaginò una serie di figure sempre più piccole: immaginò una grande figura che chiamò duplex longa o maxima, che poteva essere divisa in figure più piccole. Da qui il concetto di mensuralismo, proprio perché si organizzava la successione del canto in misure rigorose, rigide in cui c'è lo stesso numero di valori.
I compositori della seconda fase che scrissero soprattutto mottetti furono:
- Petrus de Cruce;
- Anonimo IV, che ci ha dato informazioni sull'ars antiqua. Era inglese e grazie a lui abbiamo notizie di Magister Leoninus e Perotinus;
- Adam de la Halle;

Procedendo, nacquero anche procedimenti più complicati di contrappunto, quali: 
- Contrappunto di polifonia consistente nel fatto che, in un canto a due voci, una voce aveva la pausa e la voce superiore una nota e viceversa (hoquetus, ovvero a singhiozzo);
- La rota, cioè il procedimento del canone. In sostanza, una voce comincia dopo la stessa sequenza melodica di un'altra voce, imitandola. Il primo esempio di canone fu una rota inglese simile a Fra Martino Campanaro, cioè un meccanismo per cui ogni voce ricomincia da capo e si può non finire mai, perché le voci sono tutte sfasate e ritornano al punto di partenza.